# Contea di Piscataquis
La contea di Piscataquis, in inglese Piscataquis County, è una contea dello Stato del Maine, negli Stati Uniti. La popolazione al censimento del 2000 era di 17 235 abitanti. Il capoluogo di contea è Dover-Foxcroft.

## Geografia fisica
La contea si trova nella parte centro-settentrionale del Maine. L'U.S. Census Bureau certifica che l'estensione della contea è di 11336 km², di cui 10272 km² composti da terra e i rimanenti 1064 km² composti di acqua.
Il territorio è prevalentemente montuoso  ed è bagnato dai fiumi Piscataquis, Pleasant, e Penobscot. Nella contea si trovano il punto più alto del Maine, il monte Katahdin (1606 m), e il lago più grande, Moosehead Lake.
All'interno della contea si trova il parco statale Baxter, un'area protetta.

### Contee confinanti
- Contea di Aroostook - nord
- Contea di Penobscot - sud-est
- Contea di Somerset - ovest

## Storia
La contea fu formata nel 1838 con parti delle contee di Penobscot e Somerset e il nome deriva da una parola Abenachi che significa "sul ramo del fiume".

### Politica
Storicamente feudo del Partito Repubblicano, la contea è risultata essere l'unica fra le 67 contee dell'intero New England ad aver visto prevalere, alle elezioni presidenziali statunitensi del 2008, il candidato repubblicano John McCain su Barack Obama.

## Comuni

### Towns
- Abbot
- Beaver Cove
- Bowerbank
- Brownville
- Dover-Foxcroft (capoluogo)
- Greenville
- Guilford
- Medford
- Milo
- Monson
- Parkman
- Sangerville
- Sebec
- Shirley
- Wellington
- Willimantic

### Plantations
- Kingsbury Plantation
- Lake View Plantation

### Territori
- Atkinson
- Blanchard
- Piscataquis sud-orientale
- Piscataquis nord-orientale
- Piscataquis nord-occidentale